# Guzmania longibracteata
Guzmania longibracteata är en gräsväxtart som beskrevs av Julio Betancur och N.R.Salinas. Guzmania longibracteata ingår i släktet Guzmania och familjen Bromeliaceae. Inga underarter finns listade i Catalogue of Life.